# A Papás-Babás epizódjainak listája
Ez a lista a Papás-Babás (Baby Daddy) című amerikai sorozat epizódjait tartalmazza. A sorozat 6. évad után végleg befejeződött 2017. május 22.-én. Magyarországon a sorozatot a M2 Petőfi TV és a Comedy Central Family sugározta.

## Évados áttekintés
| Évad | Évad | Részek száma | Részek száma | Eredeti sugárzás  | Eredeti sugárzás    | Eredeti adó | Magyar sugárzás   | Magyar sugárzás    | Magyar adó            |
| Évad | Évad | Részek száma | Részek száma | Évadbemutató      | Évadzáró            | Eredeti adó | Évadbemutató      | Évadzáró           | Magyar adó            |
| ---- | ---- | ------------ | ------------ | ----------------- | ------------------- | ----------- | ----------------- | ------------------ | --------------------- |
|      | 1.   | 10           | 10           | 2012. június 20.  | 2012. augusztus 29. | Freeform    | 2017. február 18. | 2017. március 4.   | M2 Petőfi             |
|      | 2.   | 16           | 16           | 2013. május 29.   | 2013. december 11.  | Freeform    | 2017. március 5.  | 2017. április 1.   | M2 Petőfi             |
|      | 3.   | 21           | 21           | 2014. január 15.  | 2014. június 18.    | Freeform    | 2017. április 2.  | 2017. május 6.     | M2 Petőfi             |
|      | 4.   | 22           | 22           | 2014. október 22. | 2015. augusztus 5.  | Freeform    | 2017. október 24. | 2017. november 2.  | Comedy Central Family |
|      | 5.   | 20           | 20           | 2016. február 3.  | 2016. augusztus 3.  | Freeform    | 2017. november 3. | 2017. november 13. | Comedy Central Family |
|      | 6.   | 11           | 11           | 2017. március 13. | 2017. május 22.     | Freeform    | 2019. január 12.  | 2019. február 16.  | Comedy Central Family |

## Első évad (2012)
| Sor. | Év. | Cím                                                | Rendező         | Író                          | Premier                               | Nézettség   | Gyártási szám |
| ---- | --- | -------------------------------------------------- | --------------- | ---------------------------- | ------------------------------------- | ----------- | ------------- |
| 1.   | 1.  | Bevezető (Pilot)                                   | Michael Lembeck | Dan Berendsen                | 2012. június 20. 2017. február 18.    | 1,65 millió | 101           |
| 2.   | 2.  | Én megmondtam (I Told You So)                      | Michael Lembeck | Dan Berendsen                | 2012. június 27. 2017. február 18.    | 1,72 millió | 102           |
| 3.   | 3.  | A nővér és az átok (The Nurse and the Curse)       | Michael Lembeck | Heidi Clements               | 2012. július 11. 2017. február 19.    | 1,44 millió | 103           |
| 4.   | 4.  | Nyuszi (Guys, Interrupted)                         | Michael Lembeck | Nancy Cohen                  | 2012. július 18. 2017. február 19.    | 1,10 millió | 104           |
| 5.   | 5.  | Babakocsi (Married to the Job)                     | Michael Lembeck | Lester Lewis                 | 2012. július 25. 2017. február 25.    | 1,39 millió | 105           |
| 6.   | 6.  | Vedd ki a játékból! (Take Her Out of the Ballgame) | Arlene Sanford  | Mark Amato                   | 2012. augusztus 1. 2017. február 25.  | 1,10 millió | 106           |
| 7.   | 7.  | Bajszos anya visszatér (May the Best Friend Win)   | Michael Lembeck | Kirill Baru & Eric Zimmerman | 2012. augusztus 8. 2017. február 26.  | 1,12 millió | 107           |
| 8.   | 8.  | Apusuttogó (The Daddy Whisper)                     | Michael Lembeck | Heidi Clements               | 2012. augusztus 15. 2017. február 26. | 1,32 millió | 108           |
| 9.   | 9.  | Karácsonyi kép (A Wheeler Christmas Outing)        | Michael Lembeck | Lester Lewis                 | 2012. augusztus 1. 2017. március 22.  | 1,25 millió | 109           |
| 10.  | 10. | Esküvői torta (Something Borrowed, Something Ben)  | Michael Lembeck | Dan Berendsen & Nancy Cohen  | 2012. augusztus 29. 2017. március 4.  | 1,40 millió | 110           |

## Második évad (2013)
| Sor. | Év. | Cím                                                                   | Rendező           | Író                          | Premier                               | Nézettség   | Gyártási szám |
| ---- | --- | --------------------------------------------------------------------- | ----------------- | ---------------------------- | ------------------------------------- | ----------- | ------------- |
| 11.  | 1.  | Nem vagyok az a srác (I'm Not That Guy)                               | Michael Lembeck   | Dan Berendsen                | 2013. május 29. 2017. március 5.      | 0,86 millió | 201           |
| 12.  | 2.  | Különleges este (There's Something Fitchy Going On)                   | Robbie Countryman | Heidi Clements               | 2013. június 5. 2017. március 5.      | 0,80 millió | 202           |
| 13.  | 3.  | Ezek szerint te vagy felül! (The Wheeler and Dealer)                  | Michael Lembeck   | Kirill Baru & Eric Zimmerman | 2013. június 12. 2017. március 11.    | 0,90 millió | 203           |
| 14.  | 4.  | Új Bonnie, régi Ben (New Bonnie vs. Old Ben)                          | Bob Koherr        | Vince Cheung & Ben Montanio  | 2013. június 12. 2017. március 11.    | 0,72 millió | 204           |
| 15.  | 5.  | Pszichiáter (The Slump)                                               | Michael Lembeck   | Frank Pines                  | 2013. június 19. 2017. március 12.    | 1,02 millió | 205           |
| 16.  | 6.  | Önkéntes munka (Ben's Big Gaycare Adventure)                          | Michael Lembeck   | Heidi Clements               | 2013. június 26. 2017. március 12.    | 0,85 millió | 206           |
| 17.  | 7.  | Ez csak egy jelmez (On The Lamb-y)                                    | Michael Lembeck   | Nancy Cohen                  | 2013. július 10. 2017. március 18.    | 0,71 millió | 207           |
| 18.  | 8.  | Soha nem szerettem Ben-t (Never Ben in Love)                          | Michael Lembeck   | Dan Berendsen                | 2013. július 17. 2017. március 18.    | 1,02 millió | 208           |
| 19.  | 9.  | Szerelemben és háborúban mindent szabad (All's Flair in Love and War) | Michael Lembeck   | Kirill Baru & Eric Zimmerman | 2013. július 24. 2017. március 19.    | 0,83 millió | 209           |
| 20.  | 10. | Szorongás teszt (Test Anxiety)                                        | Michael Lembeck   | Nancy Cohen                  | 2013. július 31. 2017. március 19.    | 1,02 millió | 210           |
| 21.  | 11. | Bármit is akar Lola (Whatever Lola Wants)                             | Michael Lembeck   | Frank Pines                  | 2013. augusztus 7. 2017. március 25.  | 0,87 millió | 211           |
| 22.  | 12. | A keresztelő (The Christening)                                        | Michael Lembeck   | Heidi Clements               | 2013. augusztus 14. 2017. március 25. | 0,74 millió | 212           |
| 23.  | 13. | Mindig együtt mozizunk (All Riled Up)                                 | Michael Lembeck   | Kirill Baru & Eric Zimmerman | 2013. augusztus 21. 2017. március 26. | 0,92 millió | 213           |
| 24.  | 14. | A dilemma (The Emma Dilemma)                                          | Michael Lembeck   | Brian Fernandes              | 2013. augusztus 28. 2017. március 26. | 1,35 millió | 214           |
| 25.  | 15. | Meglepetés! (Surprise!)                                               | Michael Lembeck   | Dan Berendsen                | 2013. szeptember 4. 2017. április 1.  | 1,27 millió | 215           |
| 26.  | 16. | Emma első karácsonya (Emma's First Christmas)                         | Michael Lembeck   | Ben Montanio & Vince Cheung  | 2013. december 11. 2017. április 1.   | 1,11 millió | 216           |

## Harmadik évad (2014)
| Sor. | Év. | Cím                                                              | Rendező         | Író                                        | Premier                             | Nézettség   | Gyártási szám |
| ---- | --- | ---------------------------------------------------------------- | --------------- | ------------------------------------------ | ----------------------------------- | ----------- | ------------- |
| 27.  | 1.  | A meztelen igazság (The Naked Truth)                             | Michael Lembeck | Dan Berendsen                              | 2014. január 15. 2017. április 2.   | 1,10 millió | 301           |
| 28.  | 2.  | A hazugság (The Lying Game)                                      | Michael Lembeck | Heidi Clements                             | 2014. január 22. 2017. április 2.   | 1,10 millió | 302           |
| 29.  | 3.  | Lámpák! Kamera! Semmi akció! (Lights! Camera! No Action!)        | Michael Lembeck | Frank Pines                                | 2014. január 29. 2017. április 8.   | 1,29 millió | 303           |
| 30.  | 4.  | Bonnie birtoka (Bonnie's Unreal Estate)                          | Michael Lembeck | Vince Cheung & Ben Montanio                | 2014. február 5. 2017. április 8.   | 1,03 millió | 304           |
| 31.  | 5.  | Az élet egy tengerpart (Life's a Beach)                          | Michael Lembeck | Kirill Baru & Eric Zimmerman               | 2014. február 12. 2017. április 9.  | 0,98 millió | 305           |
| 32.  | 6.  | A telefon (Romancing the Phone)                                  | Michael Lembeck | Janae Bakken                               | 2014. február 26. 2017. április 9.  | 0,84 millió | 306           |
| 33.  | 7.  | A tét (The Bet)                                                  | Michael Lembeck | Heidi Clements                             | 2014. március 5. 2017. április 15.  | 0,86 millió | 307           |
| 34.  | 8.  | Egy emlékezetes lovag (A Knight to Remember)                     | Michael Lembeck | Vince Cheung & Ben Montanio                | 2014. március 12. 2017. április 15. | 0,79 millió | 308           |
| 35.  | 9.  | Menj Angliába, vagy menj haza! (Go Brit or Go Home)              | Michael Lembeck | Janae Bakken                               | 2014. március 19. 2017. április 16. | 0,73 millió | 309           |
| 36.  | 10. | Egy ügy, amit nem szabad elfelejteni (An Affair Not to Remember) | Michael Lembeck | Frank Pines                                | 2014. március 26. 2017. április 16. | 0,90 millió | 310           |
| 37.  | 11. | A szárnysegéd (The Wingmom)                                      | Michael Lembeck | Kirill Baru & Eric Zimmerman               | 2014. április 2. 2017. április 22.  | 0,87 millió | 311           |
| 38.  | 12. | Küldd el a bohócokat (Send in the Clowns)                        | Michael Lembeck | Dan Berendsen & Heidi Clements             | 2014. április 9. 2017. április 22.  | 0,92 millió | 312           |
| 39.  | 13. | Játszd újra, Bonnie! (Play It Again, Bonnie)                     | Michael Lembeck | Dan Berendsen & Heidi Clements             | 2014. április 16. 2017. április 23. | 0,88 millió | 313           |
| 40.  | 14. | Legyen egy... (Livin' on a Prom)                                 | Michael Lembeck | Janae Bakken                               | 2014. április 23. 2017. április 23. | 0,79 millió | 314           |
| 41.  | 15. | Innen az apaságig (From Here to Paternity)                       | Michael Lembeck | Frank Pines                                | 2014. április 30. 2017. április 29. | 0,91 millió | 315           |
| 42.  | 16. | Kíváncsi Georgie (Curious Georgie)                               | Michael Lembeck | Kirill Baru & Eric Zimmerman               | 2014. május 7. 2017. április 29.    | 0,71 millió | 316           |
| 43.  | 17. | Kacér tánc (Flirty Dancing)                                      | Michael Lembeck | Joshua Malek                               | 2014. május 14. 2017. április 30.   | 0,75 millió | 317           |
| 44.  | 18. | Baba lépések (Baby Steps)                                        | Michael Lembeck | Frank Pines & Kirill Baru & Eric Zimmerman | 2014. május 28. 2017. április 30.   | 0,92 millió | 318           |
| 45.  | 19. | Elveszít (Foos It or Lose It)                                    | Michael Lembeck | Vince Cheung & Ben Montanio                | 2014. június 4. 2017. május 6.      | 0,78 millió | 319           |
| 46.  | 20. | Minden a szerelem vonaton (All Aboard the Love Train)            | Michael Lembeck | Heidi Clements                             | 2014. június 11. 2017. május 6.     | 0,69 millió | 320           |
| 47.  | 21. | Nem mehetsz újra haza (You Can't Go Home Again)                  | Michael Lembeck | Dan Berendsen                              | 2014. június 18. 2017. május 6.     | 0,80 millió | 321           |

## Negyedik évad (2014-15)
| Sor. | Év. | Cím                                                          | Rendező         | Író                            | Premier                              | Nézettség   | Gyártási szám |
| ---- | --- | ------------------------------------------------------------ | --------------- | ------------------------------ | ------------------------------------ | ----------- | ------------- |
| 48.  | 1.  | Mit kérsz reggelire? (Strip or Treat)                        | Michael Lembeck | Frank Pines                    | 2014. október 22. 2017. október 24.  | 0,89 millió | 401           |
| 49.  | 2.  | Karácsonyi ének (It's a Wonderful Emma)                      | Michael Lembeck | Heidi Clements                 | 2014. december 10. 2017. október 25. | 0,78 millió | 402           |
| 50.  | 3.  | Itt a baba (She Loves Me, She Loves Me Note)                 | Michael Lembeck | Dan Berendsen & Heidi Clements | 2015. január 14. 2017. október 25.   | 0,96 millió | 403           |
| 51.  | 4.  | Egy lájkot kaptam (I See Crazy People)                       | Michael Lembeck | Dan Berendsen & Heidi Clements | 2015. január 21. 2017. október 25.   | 0,75 millió | 404           |
| 52.  | 5.  | Hol lakok én? (Mugging for the Camera)                       | Michael Lembeck | Kirill Baru & Eric Zimmerman   | 2015. január 28. 2017. október 26.   | 0,80 millió | 405           |
| 53.  | 6.  | Bérleti szerződés (Over My Dead Bonnie)                      | Michael Lembeck | Janae Bakken                   | 2015. február 4. 2017. október 26.   | 0,61 millió | 406           |
| 54.  | 7.  | Megint nyertem (The Mother of All Dates)                     | Michael Lembeck | Ben Montanio & Vince Cheung    | 2015. február 11. 2017. október 26.  | 0,65 millió | 407           |
| 55.  | 8.  | Mi van idebent? (House of Cards)                             | Michael Lembeck | Janae Bakken                   | 2015. február 18. 2017. október 27.  | 0,73 millió | 408           |
| 56.  | 9.  | Így lesz a legjobb mindenkinek (An Officer and a Gentle Ben) | Michael Lembeck | Kirill Baru & Eric Zimmerman   | 2015. február 25. 2017. október 27.  | 0,78 millió | 409           |
| 57.  | 10. | Boldog születésnapokat! (Happy Birthday Two You)             | Michael Lembeck | Frank Pines                    | 2015. március 4. 2017. október 27.   | 0,80 millió | 410           |
| 58.  | 11. | Rossz néven (You Give Real Estate a Bad Name)                | Michael Lembeck | Vince Cheung & Ben Montanio    | 2015. március 11. 2017. október 30.  | 0,66 millió | 411           |
| 59.  | 12. | Nem lesz gond (A Love/Fate Relationship)                     | Michael Lembeck | Dan Berendsen                  | 2015. március 18. 2017. október 30.  | 0,72 millió | 412           |
| 60.  | 13. | Csoda történt (Home Is Where the Wheeler Is)                 | Michael Lembeck | Heidi Clements                 | 2015. június 3. 2017. október 30.    | 0,77 millió | 413           |
| 61.  | 14. | Egyedül is megy (It Takes a Village Idiot)                   | Michael Lembeck | Janae Bakken                   | 2015. június 10. 2017. október 31.   | 0,74 millió | 414           |
| 62.  | 15. | Egy hosszú éjszakán (One Night Stand Off)                    | Michael Lembeck | Ben Montanio & Vince Cheung    | 2015. június 17. 2017. október 31.   | 0,63 millió | 415           |
| 63.  | 16. | Túl buta vagyok mindenhez (Lowering the Bar)                 | Michael Lembeck | Kirill Baru & Eric Zimmerman   | 2015. június 24. 2017. október 31.   | 0,80 millió | 416           |
| 64.  | 17. | Családi társasjáték (Wheeler War)                            | Michael Lembeck | Joshua Malek                   | 2015. július 1. 2017. november 1.    | 0,84 millió | 417           |
| 65.  | 18. | Lánykérés (Parental Guidance)                                | Michael Lembeck | Marissa Berlin                 | 2015. július 8. 2017. november 1.    | 0,76 millió | 418           |
| 66.  | 19. | Hol a gyűrű? (Ring Around the Party)                         | Michael Lembeck | Frank Pines                    | 2015. július 15. 2017. november 1.   | 0,71 millió | 419           |
| 67.  | 20. | Ok és okozat (Till Dress Do Us Part)                         | Michael Lembeck | Heidi Clements and Frank Pines | 2015. július 22. 2017. november 2.   | 0,62 millió | 420           |
| 68.  | 21. | Mi történt Vegasban? (What Happens in Vegas)                 | Michael Lembeck | Dan Berendsen & Heidi Clements | 2015. július 29. 2017. november 2.   | 0,93 millió | 421           |
| 69.  | 22. | Esküvő (It's a Nice Day for a Wheeler Wedding)               | Michael Lembeck | Dan Berendsen & Heidi Clements | 2015. augusztus 5. 2017. november 2. | 0,91 millió | 422           |

## Ötödik évad (2016)
| Sor. | Év. | Cím                                                | Rendező         | Író                            | Premier                               | Nézettség   | Gyártási szám |
| ---- | --- | -------------------------------------------------- | --------------- | ------------------------------ | ------------------------------------- | ----------- | ------------- |
| 70.  | 1.  | Kapd el, mint egy magas labdát (Love and Carriage) | Michael Lembeck | Heidi Clements                 | 2016. február 3. 2017. november 3.    | 0,62 millió | 501           |
| 71.  | 2.  | Halló, Mariska! (Reinventing the Wheeler)          | Michael Lembeck | Kirill Baru & Eric Zimmerman   | 2016. február 10. 2017. november 3.   | 0,48 millió | 502           |
| 72.  | 3.  | Brad gyereket akar (Ben-geance)                    | Michael Lembeck | Vince Cheung & Ben Montanio    | 2016. február 17. 2017. november 3.   | 0,61 millió | 503           |
| 73.  | 4.  | Engedd posztolni a lányodat (The Tuck Stops Here)  | Michael Lembeck | Janae Bakken                   | 2016. február 24. 2017. november 6.   | 0,59 millió | 504           |
| 74.  | 5.  | Vacsora (The Dating Game)                          | Michael Lembeck | Frank Pines                    | 2016. március 2. 2017. november 6.    | 0,47 millió | 505           |
| 75.  | 6.  | Szép szeme van Margaretnek (Never Ben Jealous)     | Michael Lembeck | Joshua Malek                   | 2016. március 9. 2017. november 6.    | 0,57 millió | 506           |
| 76.  | 7.  | Meg akar ölni (The Return of the Mommy)            | Michael Lembeck | Heidi Clements                 | 2016. március 16. 2017. november 7.   | 0,53 millió | 507           |
| 77.  | 8.  | Új szobatárs (Room-mating)                         | Michael Lembeck | Kirill Baru & Eric Zimmerman   | 2016. március 23. 2017. november 7.   | 0,44 millió | 508           |
| 78.  | 9.  | Járj a napos oldalon (Stupid Cupid)                | Michael Lembeck | Frank Pines                    | 2016. március 30. 2017. november 7.   | 0,46 millió | 509           |
| 79.  | 10. | Csak barátok vagyunk (Homecoming and Going)        | Michael Lembeck | Dan Berendsen                  | 2016. április 6. 2017. november 8.    | 0,59 millió | 510           |
| 80.  | 11. | Börtöntöltelék (Trial by Liar)                     | Michael Lembeck | Janae Bakken                   | 2016. június 1. 2017. november 8.     | 0,57 millió | 511           |
| 81.  | 12. | Sperma bank (Ben-Semination)                       | Michael Lembeck | Vince Cheung & Ben Montana     | 2016. június 8. 2017. november 8.     | 0,59 millió | 512           |
| 82.  | 13. | Régi szép emlékek (High School Diplomacy)          | Michael Lembeck | Joshua Malek                   | 2016. június 15. 2017. november 9.    | 0,80 millió | 513           |
| 83.  | 14. | Impro (Not So Great Grandma)                       | Michael Lembeck | Heidi Clements                 | 2016. június 22. 2017. november 9.    | 0,61 millió | 514           |
| 84.  | 15. | Együtt… (Unholy Matrimony)                         | Michael Lembeck | Kirill Baru & Eric Zimmerman   | 2016. június 29. 2017. november 9.    | 0,59 millió | 515           |
| 85.  | 16. | Kemény játszma (Double Date Double Down)           | Michael Lembeck | Frank Pines                    | 2016. július 6. 2017. november 10.    | 0,56 millió | 516           |
| 86.  | 17. | Igazi férfi vagyok (The Love Seat)                 | Michael Lembeck | Janae Bakken                   | 2016. július 13. 2017. november 10.   | 0,58 millió | 517           |
| 87.  | 18. | Tucker apja visszatér (She Said, Ben Said)         | Michael Lembeck | Jen Howell                     | 2016. július 20. 2017. november 10.   | 0,54 millió | 518           |
| 88.  | 19. | A babák nagy tételben jönnek (Condom Conundrum)    | Michael Lembeck | Ben Montanio & Vince Cheung    | 2016. július 27. 2017. november 13.   | 0,48 millió | 519           |
| 89.  | 20. | Álommeló (My Fair Emma)                            | Michael Lembeck | Dan Berendsen & Heidi Clements | 2016. augusztus 3. 2017. november 13. | 0,56 millió | 520           |

## Hatodik évad (2017)
| Sor. | Év. | Cím                                         | Rendező         | Író                          | Premier                            | Nézettség   | Gyártási szám |
| ---- | --- | ------------------------------------------- | --------------- | ---------------------------- | ---------------------------------- | ----------- | ------------- |
| 90.  | 1.  | A mosodás lány (To Elle and Back)           | Michael Lembeck | Heidi Clements               | 2017. március 13. 2019. január 12. | 0,61 millió | 601           |
| 91.  | 2.  | Prosti kalamajka (Pro and Con)              | Michael Lembeck | Frank Pines                  | 2017. március 20. 2019. január 12. | 0,31 millió | 602           |
| 92.  | 3.  | Ben és az egyszarvú (Ben Rides a Unicorn)   | Michael Lembeck | Eric Zimmerman & Kirill Baru | 2017. március 27. 2019. január 19. | 0,50 millió | 603           |
| 93.  | 4.  | Anya egy napra (A Mother of a Day)          | Michael Lembeck | Ben Montanio & Vince Cheung  | 2017. április 3. 2019. január 19.  | 0,41 millió | 604           |
| 94.  | 5.  | Elle itt, Elle ott (When Elle Freezes Over) | Michael Lembeck | Janae Bakken                 | 2017. április 10. 2019. január 26. | 0,47 millió | 605           |
| 95.  | 6.  | A harmadik kerék (The Third Wheeler)        | Michael Lembeck | Joshua Malek                 | 2017. április 17. 2019. január 26. | 0,45 millió | 606           |
| 96.  | 7.  | Testvér kontra testvér (The Sonny-Moon)     | Michael Lembeck | Heidi Clements               | 2017. április 24. 2019. február 2. | 0,33 millió | 607           |
| 97.  | 8.  | Hajókalamajka (You Cruise, You Lose)        | Michael Lembeck | Eric Zimmerman & Kirill Baru | 2017. május 1. 2019. február 2.    | 0,47 millió | 608           |
| 98.  | 9.  | Vigasz szex (The Rebound)                   | Michael Lembeck | Vince Cheung & Ben Montanio  | 2017. május 8. 2019. február 9.    | 0,42 millió | 609           |
| 99.  | 10. | Mit rejt a doboz? (What's in the Box?!)     | Michael Lembeck | Dan Berendsen                | 2017. május 15. 2019. február 9.   | 0,46 millió | 610           |
| 100. | 11. | Apuci kislánya (Daddy's Girl)               | Michael Lembeck | Dan Berendsen                | 2017. május 22. 2019. február 16.  | 0,54 millió | 611           |